# Kreuzkirche (Heslach)

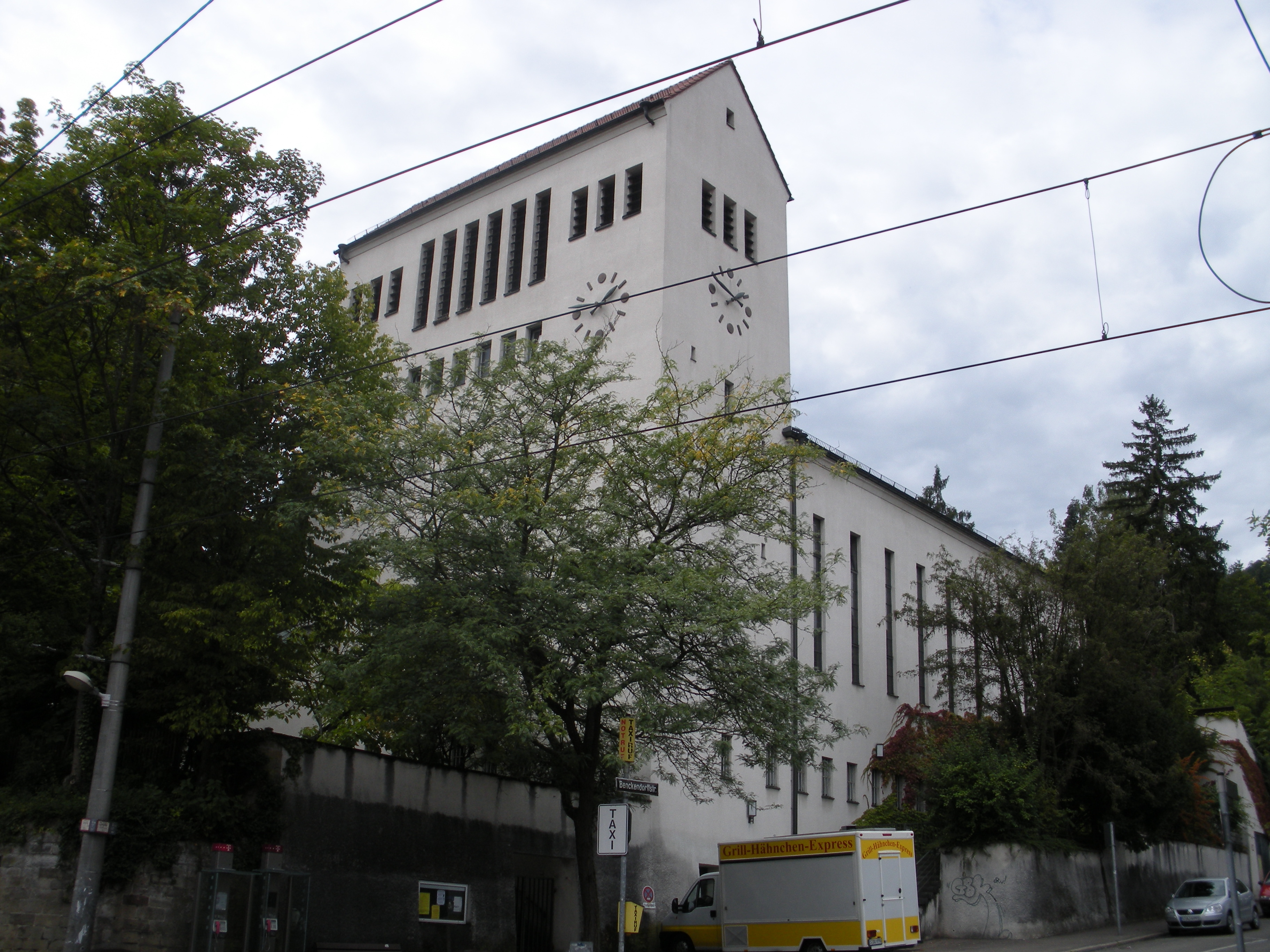
Kreuzkirche in Heslach

Die evangelische Kreuzkirche steht im Wohnbezirk Heslach im Stadtbezirk Stuttgart-Süd der Landeshauptstadt Stuttgart von Baden-Württemberg. Das Bauwerk ist beim Landesamt für Denkmalpflege Baden-Württemberg als Baudenkmal eingetragen. Die Kirche gehört zur Kirchengemeinde Stuttgart-Heslach im Kirchenkreis Stuttgart der Evangelischen Landeskirche in Württemberg.

## Beschreibung
Lage 
Unmittelbar südöstlich vom Friedhof Heslach (entstanden 1798) wurde 1930–31 die heutige Kreuzkirche gebaut, die den gegenüberliegenden Vorgängerbau an der Böblinger Straße ersetzte. Das 1300 m² große Grundstück an der Nordwestecke der Kreuzung Böblinger- / Benckendorffstraße liegt am Nordwesthang des schattigen Nesenbachtals. 
Architektur 
Nach einem ergebnislosen Wettbewerb der Gesamtkirchengemeinde von 1928 unter 76 evangelischen Architekten Stuttgarts hatte das nicht beteiligte Architekturbüro von Rudolf Behr (geb. 1896) und Karl Oelkrug (geb. 1880) in der Relenbergstr. 82 den Auftrag für Kirche und Gemeindezentrum erhalten. Das Bauprogramm umfasste einen Kirchenraum mit 450 Plätzen und Orgelempore mit 100 Plätzen, einen Gemeindesaal mit 250 bis 330 Plätzen, zwei Konfirmandenräume, die Sakristei und weitere Nebenräume. - Behr verzichtete bei seiner großen, stützenlosen Saalkirche auf die traditionelle Ostung: Während der durch eine lange Freitreppe entlang der nordöstlichen Kirchenmauer erschlossene Haupteingang oben am Hang im Nordwesten liegt, nimmt der chorartig eingezogene Altarraum den talseitigen Gebäudeabschluss im Südosten ein. Hier erhebt sich über dem Chorraum ein so genannter Chorturm. Dieses querrechteckige, einem Westwerk ähnelnde Bauteil mit quer zum First des Kirchenschiffs verlaufenden Steildach ist zur Straße hin weitgehend geschlossen und entfaltet durch seine klare Massivität eine unübersehbare Wirkung im kleinteiligen Ortsbild.
Das mächtige Kirchenschiff längs der Benckendorffstraße im Nordosten und der an der südwestlichen Längsseite anschließende Gemeindesaal sind unter einem großen, asymmetrisch abgeschleppten Satteldach aus Dachpfannen zusammengefasst. Das Äußere des weiß verputzten Baukörpers bestimmen – abgesehen von den Dachschrägen – einfache, rechteckige Formen, die eine zeitgemäß sachliche Wirkung hervorrufen. Die Plastiken an den Außenwänden stammen von Emil Brüllmann. Das Innere des Andachtsraums dagegen ist trotz der 10 hohen, schmalen Kirchenfenster der Nordostseite dunkel. Die vorherrschenden Brauntöne stammen von traditionellen Materialien wie den Solnhofener Platten des Fußbodens, dem Lärchenholz der strukturierten Flachdecke und den drei großen, mit Kupferblech beschlagenen Schiebeläden an der südwestlichen Seitenwand. An dieser Trennwand zwischen dem Andachtsraum und dem Gemeindesaal sowie an der Chorwand befinden sich graubraune Wandmalereien des Biberacher Kunstmalers Erwin Hetsch (1895–1978). Die Auskleidung des von einem Chorbogen abgetrennten Altarraums besteht wie Kanzel, Altar und Taufstein aus Schönbuchsandstein. Das Kreuzfenster hinter dem Altar hat 1931 Walter Kohler (1903–1945) geschaffen. Während des Zweiten Weltkriegs wurde die Kirche leicht beschädigt. 1967 wurde die neue Orgel der Firma Walcker aus Ludwigsburg eingebaut.